# Gioco dinamico
Nella teoria dei giochi sono giochi dinamici tutti quei giochi dove l'interazione tra i giocatori è intrinsecamente dinamica; oppure le ripetizioni di giochi che normalmente vengono giocati solo una volta. Nella prima di queste situazioni, i giocatori sono in grado di osservare le azioni degli altri giocatori prima di scegliere la loro miglior risposta. Mentre nella seconda i giocatori osservano il risultato del gioco precedente prima di rigiocarlo successivamente.
Si intuisce che la caratteristica principale di questi giochi è che le azioni di un giocatore possono influenzare le azioni ottimali degli altri, e questo incrementa le loro possibili strategie, che adesso non coincidono più con le possibili azioni, infatti a queste vanno aggiunte le cosiddette strategie condizionali.
È importante che i giocatori successivi abbiano informazioni sulle scelte precedentemente effettuate dagli altri giocatori, altrimenti la differenza di tempo non avrebbe alcun effetto strategico.

## Giochi dinamici non ripetuti
In questa categoria rientrano i giochi sequenziali, nei quali i giocatori prendono decisioni osservando a turno l'azione dell'avversario e stabilendo di conseguenza l'azione ottimale da adottare. Si noti che l'attenzione non è posta nell'alternanza sequenziale dei turni, bensì al fatto che i giocatori effettuano la loro scelta dopo che altri giocatori hanno già effettuato la loro scelta. Si pensi al gioco della briscola (che rientra tra i giochi sequenziali), dove l'alternanza dei turni è stabilita di volta in volta in funzione di chi si è aggiudicato la mano precedente. 
Una classe importante di giochi sequenziali è data dai giochi a informazione perfetta che possono essere risolti con il metodo dell'induzione a ritroso, nel caso in cui siano giochi finiti.

## Giochi ripetuti
Sono quei giochi che comportano ripetute interazioni tra i decisori, e quindi si prestano a modellare situazioni spesso ritenute interessanti in economia.
Intuitivamente si può immaginare, che la ripetuta interazioni tra i giocatori man mano che il gioco viene rigiocato, aumenti la conoscenza su cui basare l'azione ottimale, ad esempio se nel ripetere il gioco della morra cinese uno dei giocatori si accorge che l'altro gioca più frequentemente la strategia Carta allora modificherà le sue strategie in modo da giocare con più frequenza Forbici, oppure pensando al Dilemma del prigioniero, si può supporre che una ripetizioni aumenti le possibilità di coordinarsi e di migliorare le soluzioni ottenute per dominanza o mediante l'equilibrio di Nash.
I giochi ripetuti un numero finito di volte, per i quali il gioco (il singolo gioco che viene ripetuto) ha un unico equilibrio di Nash ( i giochi dinamici possono avere più di equilibrio di Nash), portano al paradosso dell'induzione a ritroso. Il paradosso rimane anche se vengono eseguite un numero anche elevato di ripetizioni. Il motivo va ricercato nel fatto che nel gioco finito la struttura del gioco cambia (infatti essendo finito il numero di ripetizioni ogni volta ci avviciniamo alla conclusione), mentre nei giochi ripetuti un numero infinito di volte la struttura del gioco rimane invariata (in quest'ultimi non c'è un punto finale del quale iniziare la logica dell'induzione a ritroso). Esistono modi per evitare questo paradosso e tra questi: Bounded Rationality, Multiple Nash Equilibria, Uncertainty about the future, Uncertainty about other players.
Per i giochi dinamici spesso vengono preferite le rappresentazioni in forma estesa, in quanto illustrano esplicitamente gli aspetti sequenziali del gioco. Inoltre la forma estesa si presta bene all'applicazione dell'induzione a ritroso.